# Барятинський Микита Петрович
Князь Микита Петрович Барятинський — російський військовий і державний діяч, дворянин московський і воєвода. Молодший (п'ятий) син воєводи князя Петра Івановича Барятинського.
Повне ім'я Князь Микита Княж Петров син Борятінского.

## Біографія
В 1598 рік у був «стряпчим з сукнею».
1614 року воєвода в Коломиї.
В 1614 рік у під час військових дій боярина князя  Івана Микитовича Одоєвського проти  Заруцького в  Астраханському краї охороняв з особливим загоном місто Алатир.
У лютому 1615 йому було доручено відбити  черкас, які йшли з півдня на Рязань, поставивши  засіки біля міста  чобітки Ряжського. Але  «князь Микита тим походом забарився, з людьми в похід скоро не зібрався»  і не зупинив черкес, тому з 1615 року по лютий 1616 рік його послали на менш відповідальну посаду в воєводи в Воронеж .
Слідом за тим, однак, у вересні 1616 рік йому знову дали важливе доручення охороняти Псков від очікуваного нападу шведів. Коли ця тривога виявилася помилковою, Барятинському було наказано йти з його полком в Дорогобуж і відобразити  Гонсевського, що йшов з поляками і литовцями на Смоленськ. Барятинський діяв тут так само мало успішно, як раніше під Рязанню. Гонсевский в листопаді 1616 року оточив його в Дорогобужі, відрізав відступ на Смоленськ, розбив загін його племінника князя Федора-Горбунцов. На виручку обложеним в Дорогобужі відправлений з великим військом боярин  Юрій Яншеевіч Сулешов, який і розбив Гонсевского. Барятинському, як і іншим воєводам, подаровані були за цю перемогу «золоті».
В 1618 рік князь Микита Петрович був призначений в товариші до князя  Катирёву-Ростовському для охорони столиці від польського королевича  Владислава.
Останні роки життя Барятинський провів на воєводствах в сибірських містах: З 13 січня 1623 рік а по 29 серпня 1624 рік був воєводою на верхотуру.
В 1627 рік у переведений на  Вятку в міста  Хлинов, Котельнич,  Орлов .
З 14 січня 1631 року по 1632 рік був воєводою в Тарі.